# Мюленфельдт, Карл
Карл Мюленфельдт (нем. Carl Mühlenfeldt; 1797, Брауншвейг — 3 сентября 1852, Лондон) — немецкий пианист, композитор и дирижёр.

## Биография
Сын музыканта придворного оркестра, игравшего на контрабасе и кларнете. В 11-летнем возрасте остался сиротой. Учился игре на фортепиано у местного пианиста Фёлькера и композиции у Иоганна Кристофа Кельбе. Гастролировал с 1809 года, не только как пианист, но и как скрипач. В частности, в 1812 г., 7 января, выступил с концертом в Лейпциге, в том же месяце дал три концерта в Данциге. О парижских концертах Мюленфельдта в апреле 1819 года восторженно отзывался во «Всеобщей музыкальной газете» Г. Л. П. Зиверс. В 1824 г., покончив с кочевой жизнью постоянно гастролирующего артиста, обосновался в Роттердаме. В 1829 году вместе с Симоном Ганцем и Бартоломеусом Турсом основал в городе так называемые Концерты по понедельникам (нидерл. Maandagsche Concert) — серию музыкальных мероприятий, составившую конкуренцию Концертам по вторникам Воутера Хютсенрёйтера-старшего. В 1830—1840 гг. возглавлял оркестр Eruditio Musica. В дальнейшем жил и работал в Лондоне. Автор фортепианного концерта, многочисленных камерных сочинений.
В 1835 г. был избран членом-корреспондентом Королевского института.